# Xenocicerina gracilis
Xenocicerina gracilis är en plattmaskart som beskrevs av Tor Karling 1956. Xenocicerina gracilis ingår i släktet Xenocicerina och familjen Cicerinidae. Arten är reproducerande i Sverige. Inga underarter finns listade i Catalogue of Life.